# Selfish (アイドルグループ)
selfish（セルフィッシュ）は、日本の女性アイドルグループ。2023年結成。

## 概要
ケテルとTSUIMA Inc.の合同プロジェクト。プロデューサーは松井広大（TSUIMA Inc.）。TSUIMA Inc.はこれまでタイトル未定をはじめ北海道を拠点とするアイドルグループを複数運営しているが、本グループは東京を拠点としている。
コンセプトは「自由に泳ぐ」。メンバーカラーは全員青系統である。
清水玲衣、華月菜々子は振付師のいどみんの紹介でselfish入りした。

## 略歴
2023年
- 9月27日、グループ結成発表。
- 10月28日、selfish Debut Live（白金高輪SELENE b2）開催[4]。

2024年
- 2月1日、前日付で髙橋瑞希の脱退を発表[5]。
- 3月15日、清水玲衣が声帯の手術を行うためライブ活動一時休止、および4月12日に開催予定だった1stワンマンライブの延期を発表[6]。
- 3月23日、「SELENE PRINCESS #37」（白金高輪SELENE b2）をもって清水が一時活動休止。以降3人でライブ出演。
- 4月8日、「いどみん生誕前夜祭2024」（clubasia）をもって一時活動休止。
- 5月13日、新メンバー・絢野かの[7]、渚ここあ[8]発表。
- 5月18日、「miniTIF vol.97 1部」（白金高輪SELENE b2）にて新体制デビュー。

2025年
- 2025年7月22日発売の『週刊SPA!』（7/29.8/5合併号）の表紙＆特集「週刊SPA!×TIF2025“水着でアイドル頂上決戦”」にグループを代表して佐々木七海が参加[9]。
- 8月8日、渚ここあが9月3日のワンマンライブをもっての卒業および8月13日より8月26日まで活動休止することを発表[10]。

## メンバー
| 名前                      | 誕生日   | メンバーカラー | 出身地   | 身長  | 備考                              |
| ------------------------- | -------- | -------------- | -------- | ----- | --------------------------------- |
| 清水 玲衣 しみず れい     | 3月2日   | 藍色           | 千葉県   | 166cm | 元クロスノエシス（「LAKE」）      |
| 華月 菜々子 かづき ななこ | 1月11日  | 瑠璃色         | 東京都   | 156cm | 元BUGS MART                       |
| 佐々木 七海 ささき ななみ | 5月18日  | 勿忘草         | 北海道   | 161cm | 元瞬きもせず（「向日葵ななみ」）  |
| 立花 ゆり たちばな ゆり   | 10月14日 | 白藍           | 東京都   | 160cm | 元テラス×テラス（「薮田こもも」） |
| 絢野 かの あやの かの     | 8月14日  | 青色           | 山梨県   |       |                                   |
| 渚 ここあ なぎさ ここあ   | 2月10日  | 花色           | 神奈川県 |       | 2025年9月3日卒業予定              |

### 旧メンバー
| 名前                      | 誕生日  | メンバーカラー | 出身地 | 身長  | 備考                              |
| ------------------------- | ------- | -------------- | ------ | ----- | --------------------------------- |
| 髙橋 瑞希 たかはし みずき | 9月18日 | 青色           | 東京都 | 154cm | - 元なんキニ! - 2024年1月31日脱退 |

## 作品

### 楽曲配信
- My pace（2023年11月1日）
- peaces（2023年11月24日）
- 都会（2024年1月3日)
- Blue（2024年2月3日）
- Free（2024年4月13日）
- 二人（2024年6月29日）
- 喝采（2024年8月3日）
- 星屑（2024年10月12日）
- 花束（2024年10月12日）
- Happyish（2024年11月16日）
- 透明無尽（2024年11月16日）